# قائد البحرية (الصومال)
قائد القوات البحرية (بالصومالية: Taaliyaha Ciidamada Badda Somaaliyeed)‏ هو رئيس العمليات البحرية والقائد العام لقوات البحرية الصومالية، ويتبع إداريا للقائد العام للقوات المسلحة ووزارة الدفاع، القائد الحالي للبحرية هو العميد البحري الأدميرال مبارك عبد الغني موسى.

## قادة البحرية
الجمهورية الصومالية وجمهورية الصومال الديمقراطية (1960-1991)
| الترتيب | الصورة | الاسم (الميلاد-الوفاة)           | فترة الحكم   | فترة الحكم  | فترة الحكم | مرجع  |
| الترتيب | الصورة | الاسم (الميلاد-الوفاة)           | استلم المنصب | غادر المنصب | المدة      | مرجع  |
| ------- | ------ | -------------------------------- | ------------ | ----------- | ---------- | ----- |
| 1       |        | الأدميرال محمد عمر عثمان (1940-) | 1975         | 1991        | 16 سنة     | [ 2 ] |

الحكومة الاتحادية الانتقالية وجمهورية الصومال الفيدرالية (2012 إلى الآن)
| الترتيب | الصورة | الاسم (الميلاد-الوفاة) | فترة الحكم     | فترة الحكم     | فترة الحكم        | مرجع                    |
| الترتيب | الصورة | الاسم (الميلاد-الوفاة) | استلم المنصب   | غادر المنصب    | المدة             | مرجع                    |
| ------- | ------ | ---------------------- | -------------- | -------------- | ----------------- | ----------------------- |
| 1       |        | فارح أحمد عمر (قري)    | 8 يونيو 2009   | 5 ديسمبر 2013  | 4 سنوات و180 أيام | [ 3 ] [ 4 ] [ 5 ] [ 6 ] |
| 2       |        | مادي نوري أفورو        | 5 ديسمبر 2013  | 16 أغسطس 2018  | 4 سنوات و254 أيام | [ 7 ] [ 8 ]             |
| 3       |        | حسن نور                | 16 أغسطس 2018  | 30 مارس 2019   | 226 أيام          | [ 9 ] [ 10 ]            |
| 4       |        | عباس أمين علي          | 30 مارس 2019   | 24 يونيو 2020  | 1 سنة و86 أيام    | [ 11 ] [ 12 ]           |
| 5       |        | عبد الحميد محمد درر    | 24 يونيو 2020  | 14 نوفمبر 2022 | 2 سنوات و143 أيام | [ 13 ] [ 14 ]           |
| 6       |        | مبارك عبد الغني موسى   | 14 نوفمبر 2022 | حالي           | 266 أيام          | [ 15 ] [ 16 ]           |